# だってアタシのヒーロー。
「だってアタシのヒーロー。」は、LiSAの楽曲で、12枚目のシングル。2017年8月2日にSACRA MUSICから発売され、同日にダウンロード配信も開始された。また、2017年7月12日にTV ver.が先行配信されている。

## 概要
前作「Catch the Moment」から約6か月ぶり、SACRA MUSIC移籍後初となる2017年2作目のシングル。
同年6月17日に行われた『アリーナツアー「LiVE is Smile Always〜LiTTLE DEViL PARADE〜」』のアンコールで発表、初披露された。
表題曲は、テレビアニメ『僕のヒーローアカデミア』第2期エンディングテーマであり、LiSA初の全国放送アニメのタイアップ楽曲となった。
LiSAがアニメのエンディング曲を担当したのは久しぶりのことで、テレビアニメ『ソードアート・オンラインII』マザーズ・ロザリオ編のエンディングテーマになっていた7thシングル「シルシ」以来、約2年半ぶり。
発売形態は、初回生産限定盤・期間生産限定盤・通常盤の3仕様で、初回生産限定盤には「だってアタシのヒーロー。」のMUSiC CLiPと、LiSA撮りおろしブックレットが収録されている。
ミュージック・ビデオには、カップリング曲「Sailor Spark Operation! 」を楽曲提供したJoseが在籍しているTOTALFATがバックバンドとして出演している。

## 音楽性
表題曲『だってアタシのヒーロー。』は、LiSAがLiSAッ子（ファン）に伝えたかったという思いを素直な言葉でつづり、さらには、ヒーローに憧れるキャラクターたちへの思いと、LiSA自身が現実に抱く思いを重ねた歌詞となっていて、ひたすらにポップで陽性なロックチューンであり、いろんな人に重なる、誰もがヒーローになれる可能性を持ったこの夏イチバンの応援歌ロック。
カップリングのうち『sweet friendship』は、“恋心を抱いてしまった自分の歌”であり、切ない恋心を歌ったキュートでセンチな夏ポップギターロック。『Sailor Spark Operation!』は、ド直球なメロディックパンクチューンとなっている。

## 収録曲

### 初回生産限定盤・通常盤
| #         | タイトル                                                                                             | 作詞         | 作曲      | 編曲               | 備考      | 時間  |
| --------- | --- | ------------ | --------- | ------------------ | --------- | ----- |
| 1.        | 「だってアタシのヒーロー。」(テレビアニメ『僕のヒーローアカデミア』第2期第2クールエンディングテーマ) | LiSA・古屋真 | 渡辺翔    | 江口亮             |           | 3:54  |
| 2.        | 「sweet friendship」                                                                                 | LiSA         | eba       | eba                |           | 3:41  |
| 3.        | 「Sailor Spark Operation!」                                                                          | 田淵智也     | Jose      | PABLO a.k.a. WTF!? |           | 3:58  |
| 4.        | 「だってアタシのヒーロー。 -Instrumental-」                                                          |              |           |                    |           | 3:51  |
| 合計時間: | 合計時間:                                                                                            | 合計時間:    | 合計時間: | 合計時間:          | 合計時間: | 15:24 |

| #  | タイトル                                 | 作詞 | 作曲・編曲 | 備考   |
| -- | ---------------------------------------- | ---- | ---------- | ------ |
| 1. | 「だってアタシのヒーロー。-MUSiC CLiP-」 |      |            | [ 18 ] |

### 期間生産限定盤
| #         | タイトル                                   | 作詞  | 作曲・編曲 | 時間 |
| --------- | ------------------------------------------ | ----- | ---------- | ---- |
| 1.        | 「だってアタシのヒーロー。」               |       |            | 3:54 |
| 2.        | 「sweet friendship」                       |       |            | 3:41 |
| 3.        | 「だってアタシのヒーロー。 -TV ver.-」     |       |            | 1:29 |
| 4.        | 「だってアタシのヒーロー。 Instrumental-」 |       |            | 3:51 |
| 合計時間: | 合計時間:                                  | 12:55 |            |      |

## カバー
だってアタシのヒーロー。
- 樋口楓 - 2019年4月24日発売（3月1日先行配信）のカバーアルバム『IMAGINATION vol.1』にてカバー。